# 갈색여우원숭이
갈색여우원숭이(Eulemur fulvus)는 여우원숭이과에 속하는 여우원숭이의 일종이다. 마다가스카르와 마요트에서만 발견된다.

## 서식지 분포
갈색여우원숭이는 베시보카 강의 서부 마다가스카르 북쪽 지역과 망고로 강과 차라타나나 사이의 동부 마다가스카르에서 서식하며, 또한 동부와 서부 지역을 연결하는 마다가스카르 내륙에도 서식한다. 또한 마요트 섬에도 서식하는 데, 이 개체군은 사람에 의해 옮겨 온 것으로 보인다.

## 신체적 특징
갈색여우원숭이의 전체 몸 길이는 84에서 101cm이고, 꼬리는 41에서 51cm이다. 몸무게 범위는 2에서 3 kg 정도이다. 털은 짧고 조밀하며, 주로 갈색 또는 회갈색을 띤다. 얼굴과 주둥이 그리고 윗 머리는 어두운 회색 또는 검은색이고, 눈썹은 희미하며, 눈은 붉은 오렌지색을 띤다.
동일한 서식지 내의 비슷한 여우원숭이 종으로는 서부 지역의 몽구스여우원숭이(E. mongoz)와, 동부 지역의 붉은배여우원숭이(E. rubriventer)가 있다. 이들 종은 털 색깔로 구별할 수 있는 데, 뭉구스여우원숭이는 회색빛을 띠는 반면에 붉은배여우원숭이는 좀더 붉은 편이다. 또한 마다가스카르 북동부의 갈로코, 마논가리보, 차라타나나 마시프 지역에서는 검은여우원숭이가 서식하는 지역과 일부 겹친다. 갈색여우원숭이 서식지의 북동부 지역에서는 흰이마갈색여우원숭이(E. albifrons)와 서식지가 겹쳐서 잡종이 나타나기도 한다.

## 먹이
갈색여우원숭이는 주로 과일과 어린잎, 그리고 꽃 등을 먹는다. 일부 지역에서는 매미 와 거미, 그리고 노래기 등과 같은 무척추동물을 먹기도 한다. 또한 나무껍질과 수액, 흙 그리고 진흙을 먹기도 한다.(토식 참조) 다른 원원류 보다는 독성이 있는 식물을 더 소화할 수 있다.